# Asa de Fogo (Bonita Juarez)
Asa de Fogo (Firebird em inglês) é uma personagem das histórias em quadrinhos da Marvel Comics, surgida em Incredible Hulk #265 (1981).

## História
Uma assistente social católica devota de ascendência mexicana, Juarez Bonita andava pelo seu amado deserto fora Albuquerque quando um meteoro ígneo atingiu poucos metros de distância dela. Milagrosamente ilesa, Bonita descobriu que ela tinha agora poder sobrenatural sobre o fogo, que ela usou dias mais tarde para impedir um assalto numa loja de conveniência. Descrito como "Pajaro Del Fuego", por um dos ladrões, Juarez assumiu o pseudônimo fantasiado-se de Asa de Fogo e protegia o sudoeste americano, quer isoladamente quer como membro da equipe de guardas florestais por pouco tempo. Mais tarde, depois que ela foi atacada pelo demoníaco Mestre Pandemonium, Bonita controlou e lutou com ele com a ajuda dos Vingadores da Costa Oeste. Ansiosa para entrar no grupo, ajudando-os contra diversos inimigos, como o Lobisomem e o Cat People, mas o líder da equipa Gavião Arqueiro passou por cima dela, algo que à apavorou. Posteriormente Asa de Fogo tentou reviver os Rangers mas foi um fracasso (embora ela tenha conseguido expor a possessão demoníaca de seu antigo companheiro Shooting Star), e ela logo partiu para um retiro espiritual.
Retornando de uma aparência mais abertamente religiosa como Espirita, Bonita ajudou o deprimido Hank Pym a reconstruir sua vida, compartilhando um breve romance com ele. Ela também ajudou a resgatar os Vingadores da Costa Oeste de uma armadilha no tempo de Dominus, através de uma mensagem do Gavião Arqueiro confiada a sua família mais de duzentos anos antes. Mais tarde, ela encontrou à SHIELD (Sociedade de Ensino Superior Interestelar Educação e Desenvolvimento Logístico), um grupo de estudiosos estrangeiros que afirmou que o meteoro que ela encontrou habitava resíduos de um de seus experimentos fracassados. Bonita aceitou a revelação como uma lição de humildade, confortando-se com a crença de que Deus ainda poderia ser o autor de seus poderes, ainda que indiretamente, mais do que tinha imaginado.
Retomando ao seu codimone original como Asa de Fogo, ela retornou à sua carreira como um assistente social e se tornou um reserva dos Vingadores, ajudando o time contra adversários diferentes, como o androide  Awesome, a conspiração dos Atos de Vingança, invasores da Atlântida, SURF, Morgana Le Fay, e Dominex, e ajudando a controlar o capturado Bloodwraith e uma invasão alienígena em Madripoor. Ela recusou várias ofertas de adesão em tempo integral nos Vingadores, pois dedicava-se ao seu trabalho na igreja, mas ela juntou-se temporariamente ao grupo como ativa durante o período da guerra da Dinastia Kang, ajudando a libertar a Terra e com êxito a orientar um Thor desiludido.
Durante a Guerra Civil, Asa de Fogo registrou-se na Iniciativa, mas após a notícia da morte do Golias , viajou a Nova York e entrou para os Vingadores Secretos . Depois da prisão do Capitão América, Bonita era uma das muitas pessoas que receberam anistia e agora serve a Iniciativa como uma dos Rangers do Texas.

## Poderes e Habilidades
Asa de Fogo pode gerar calor e chamas , controlando-os com precisão molecular. Ela pode projetar ondas de calor, explosões de fogo e modificar as chamas ; criar ventos poderosos, manipulando as temperaturas do ar, correntes de convecção e usar as correntes térmicas para levantar pesos enormes, e voar rápido o suficiente para atingir a velocidade de escape. Ela pode controlar mentalmente o calor ou chama à sua volta, e é fisicamente imune ao calor e fogo. Asa de Fogo também tem mostrado misteriosas e  possivelmente habilidades místicas. Ela tem visões, às vezes, pode sentir a presença do mal (o mal sobrenatural especialmente), tem uma intuição fantástica, e parece imune à possessão demoníaca. Notadamente, Bonita pode ser imortal, se provado milagrosamente imune a situações potencialmente fatais como o vácuo do espaço, um veneno universal (poderoso o suficiente para matar até mesmo o Surfista Prateado) e radiação maciça. O Colecionador acredita que ela pode ser um dos poucos seres no universo que não pode morrer.
Bonita é uma assistente social experiente com um dom natural para o aconselhamento de almas atormentadas.